# Edgecumbe-Erdbeben von 1987
Das Edgecumbe-Erdbeben von 1987 in der Region Bay of Plenty von Neuseeland war trotz seiner für diese Region vergleichsweise geringen Stärke von 6,5 MW eines der „teuersten“ Erdbeben, die Neuseeland bis zu diesem Zeitpunkt erlebt hat.

## Geografie
Das Epizentrum des Bebens lag in den vom Rangitaiki River geformten Rangitaiki Plains zwischen den kleinen Orten Thornton und Matata, knapp 15 km nordwestlich von Edgecumbe am Tarawera River und damit sehr nahe an der Küste der Bay of Plenty.

## Das Beben
Am 2. März 1987, gegen 13:35 Uhr, erschütterte mit kleineren Vorankündigungen ein Erdbeben mit der Stärke 5,2 ML (andere Quellen nennen 4,9) die Bay of Plenty. Der Strom fiel aus und die Anwohner verließen ihre Häuser. Nur 7 Minuten später folgte das zweite Beben mit einer Stärke von 6,5 MW (andere Quellen nennen 6,3) und brach die Erdoberfläche an verschiedenen Stellen auf, südwestlich von Edgecumbe auf einer Länge von 7 km, erzeugte dort einen Versatz von bis zu 3 m und ließ den nordwestlichen Teil der Ebene abrupt bis zu 2 Metern absinken. Der so entstandene Graben war bis zu 3 m tief. Neben den Brüchen und Absenkungen wurden in der Nähe des Ortes Te Teko Bodenverflüssigungen beobachtet und in einem Teil des Flussbettes des Rangitaiki Rivers kam ein Feld mit alten noch stehenden Baumstümpfen zum Vorschein.
In den der Hauptschockwelle nachfolgenden sechs Stunden folgten vier weitere Nachbeben mit einer Stärke über 5. Obwohl die Stärke des Bebens vergleichbar mit anderen Erdbeben des Landes nicht außerordentlich hoch war, wurden erhebliche Schäden durch die flach unter der Oberfläche verlaufenden Stöße, die Beobachter als Rollen beschrieben, verursacht. Edgecumbe, Kawerau, Te Teko, Thornton und Matata waren die am stärksten betroffenen Städte.

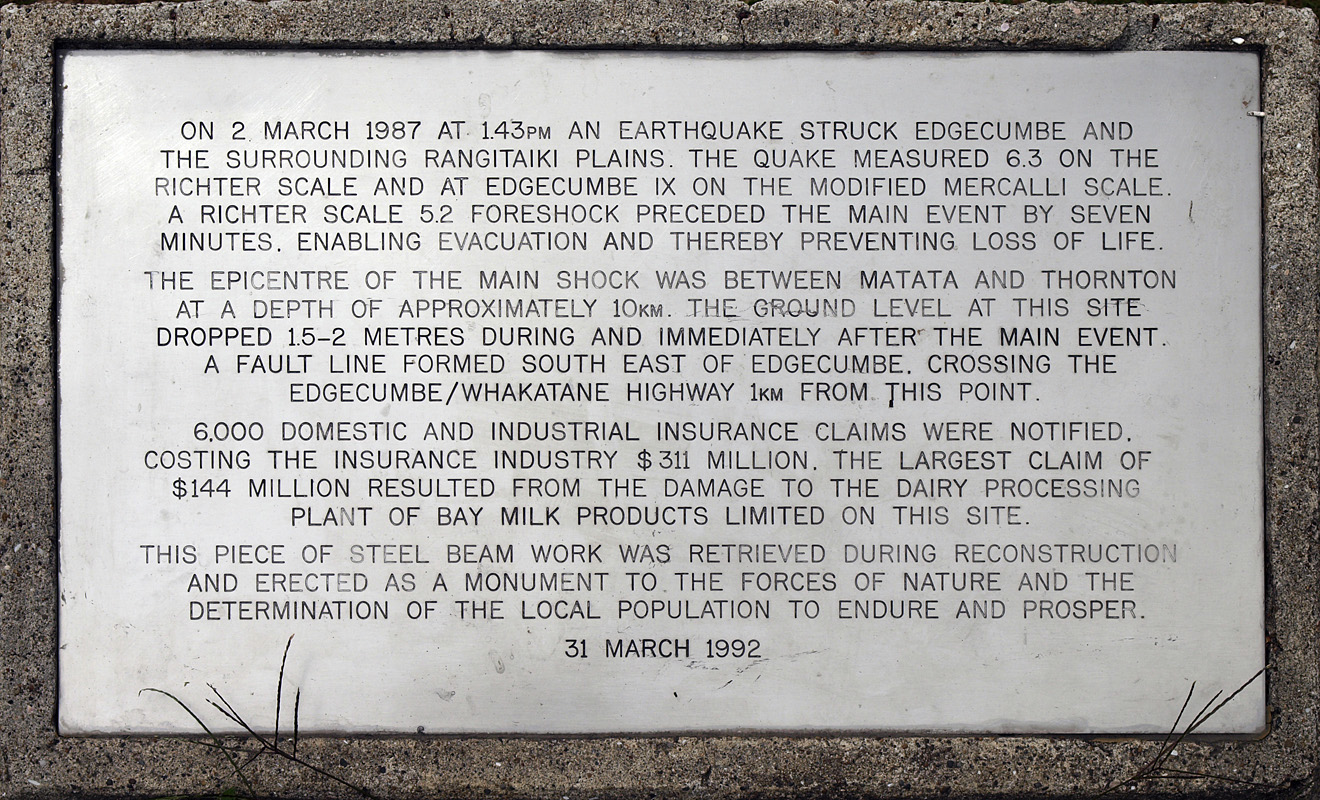
Erinnerungsschrift an das Erdbeben von 1987

In Edgecumbe wurden etwa 50 % der Häuser beschädigt. Straßen brachen auf und wurden unpassierbar. Die Schienen der Eisenbahnstrecke wurden seitlich verbogen, an einigen Stellen so stark, dass eine 80 Tonnen schwere Lokomotive aus den Gleisen gehoben und auf die Seite geworfen wurde.
Außerdem wurde auch der industrielle Sektor erheblich getroffen. Die Papierfabrik in Kawerau, 18 km südwestlich von Edgecumbe als Beispiel, wurde genau so schwer beschädigt, wie die Molkereianlage in Edgecumbe, wo Transformatoren, Milchtanks, sowie das Fabrikgebäude völlig zerstört wurden.
Der 15 km südlich von Edgecumbe gelegene Matahina Staudamm wurde ebenfalls in Mitleidenschaft gezogen. Die Situation war so ernst, dass der Stausee entleert und 3.000 Menschen vorübergehend evakuiert werden mussten. Infolge des Bebens hatte der Damm Risse bekommen und war an den Stützpfeilern undicht geworden. Die Reparatur wurde im Jahr 1988 vorgenommen, doch eine nachträgliche Verstärkung des Staudamms in den späten 1990er-Jahren war notwendig geworden, um zukünftigen stärkeren Erdbeben gewachsen zu sein.
Durch das Vorbeben vorgewarnt, kamen beim Hauptbeben keine Menschen ums Leben, wohl aber gab es 25 registrierte Verletzte. Nach den anfänglich auf 400 Mio. NZ$ geschätzten Schäden bezifferten die Versicherungen den regulierten Schaden auf 315 Mio. NZ$ auf. Die tatsächlichen Kosten werden höher gelegen haben.